# Лондон при Стюартах
В этой статье рассматривается история Лондона времён правления представителей династии Стюартов с 1603 по 1714 год.

## Яков I
Подготовка к коронации Якова I была прервана тяжёлой эпидемией чумы, унёсшей около тридцати тысяч жизней. В 1605 году произошёл неудачный Пороховой заговор, созданный негативно настроенными католиками.
По приказу короля в 1609 году была восстановлена традиция шествия лорда-мэра, прекращённого на несколько лет. Постепенно меняет облик Чатерхаус, несколько раз перекупленный придворными, а в конце концов приобретённый Томасом Баттоном за £13 000. В 1611 году там началось строительство новых больницы, часовни и школы. Школа Чатерхаус была одной из основных публичных школ Лондона, пока в викторианскую эпоху её не перевели в Суррей, после чего её здание было отдано медицинской школе.

## Карл I
Карл I взошёл на трон в 1625 году. Во время его правления началось активное заселение Вест-Энда аристократами. Также довольно многие землевладельческие семьи перебирались в Лондон для возможности большего участия в общественной жизни страны. Это было начало «Сезона Лондона». В 1629 году был создан Линкольнс-Инн-Филдс. Площадь в Ковент-Гардене, спроектированная первым английским представителем классицизма Иниго Джонсом начала строиться около 1632 года. Вскоре после этого были построены также и улицы вокруг, которые были названы в именами Генриетты, Карла, Джеймса и других членов королевской семьи.

## Лондон и гражданская война
В январе 1642 года Сити предоставил убежище пяти членам парламента, которых король приказал арестовать. В августе того же года король Карл I поднял свой штандарт в Ноттингеме, и во время английской гражданской войны Лондон находился на стороне парламента. Первоначально король одерживал верх в военном плане, а в ноябре он выиграл битву при Брентфорде в нескольких милях к западу от Лондона.
Сити организовал временную армию, встретив сопротивление которой, Карл был вынужден отступить. Впоследствии, была построена система укреплений для защиты от новых нападений роялистов. Туда входили земляные валы, укрепляемые бастионами и редутами. Укрепления защищали не только Сити, но всю городскую местность, включая Вестминстер и Саутворк. Лондон больше не подвергался серьёзным нападениям со стороны королевской армии, и финансовые ресурсы города внесли значительный вклад в победу парламента.

## Кромвелевский период
Гражданская война закончилась поражением роялистов. Казнью Карла I 30 января 1649 года началось недолгое время существования республики Оливера Кромвеля.
Этот период принято считать временем пуританских репрессий. Однако некоторые виды музыки и оперы процветали под покровительством Кромвеля. В 1656 году в Лондоне была поставлена опера «Осада Родоса», одна из первых английских опер.
В 1655 году Кромвель позволил евреям вернуться в Лондон после 365-летнего изгнания. Первую синагогу они построили в 1657 году на Гричёрч-лэйн.
В 1658 году Кромвель умер. Его сын Ричард взял на себя управление, но не воспользовался поддержкой армии и парламента. Республика прекратила существовать, и в 1660 году после восшествия на престол Карла II монархия была восстановлена.

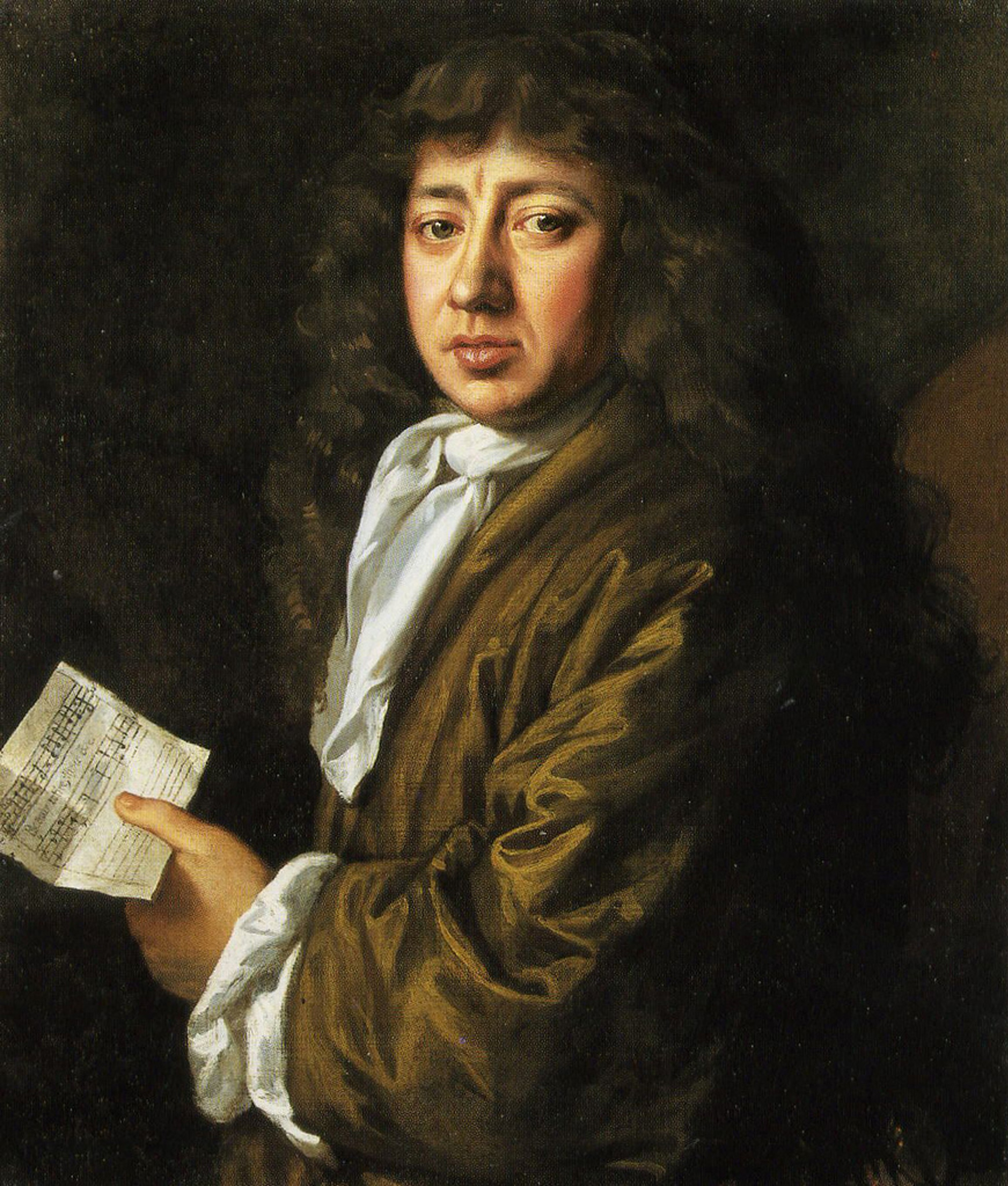
Сэмюэл Пипс, автор рукописи о Лондоне времён Стюартов

## Чума и пожар
В переполненном и антисанитарном Лондоне часто случались эпидемии чумы, но последняя крупная вспышка чумы запомнилась в Англии как «Великая эпидемия чумы». Она случилась в 1665—1666 году и унесла жизни 60 тысяч человек, что составляло примерно пятую часть от всего населения города. Сэмюэл Пипс описал эпидемию в своих дневниках. Запись от 4 сентября 1665 года гласила: «Я остался в городе, где около 7400 человек умерло за неделю, и из них 6000 от чумы, и я слышал мало шума днём или ночью, кроме звона колоколов».
За чумой последовало другое катастрофическое событие, которое, однако, являлось одной из причин её конца. В воскресенье, 2 сентября 1666 года вспыхнул Великий лондонский пожар, начавшийся в час ночи в южной части Сити на улице Паддинг-Лейн. Восточный ветер разнёс огонь, который быстро перекинулся на соседние дома, и усилия по предотвращению дальнейшего распространения не увенчались успехом. В ночь вторника скорость ветра уменьшилась, а в среду огонь начал ослабевать. В четверг огонь был потушен. В память о пожаре воздвигнут Монумент. Ещё более полутора веков пожар приписывали католикам-фанатикам.

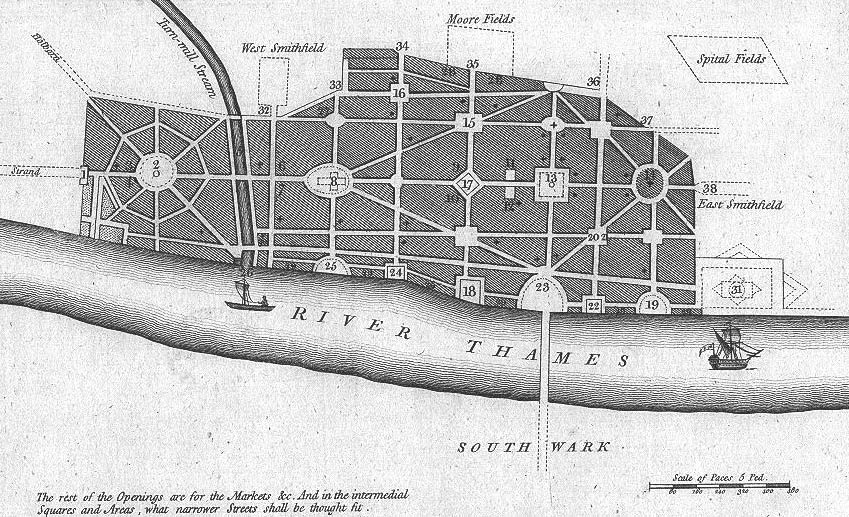
План Джона Ивлина по восстановлению сгоревшего Лондона

Пожар уничтожил около 60 % Сити, включая Старый собор Святого Павла, 87 приходских церквей, 44 здания ливрейных компаний и королевскую биржу. При этом число погибших очень мало; его оценивают максимум в 16 человек. Через несколько дней после пожара на рассмотрение королю были переданы 3 плана по восстановлению города, авторами которых являлись Кристофер Рен, Джон Ивлин и Роберт Гук. В плане Рен основные улицы шли с севера на юг и с запада на восток, все церкви находились на видном месте, большинство общественных мест находились на больших площадях, здания 12 главных ливрейных компаний составляли правильный квадрат рядом с Гилдхоллом, а также по берегу реки шла набережная от Блэкфриарса до Тауэра. Также Рен хотел, чтобы новые улицы имели стандартную ширину в 30, 60 или 90 футов. План Ивлина отличался, в основном, от плана Рена предложением провести улицу от церкви Святого Дунстана к собору святого Павла и отсутствием набережной. Эти планы не были воплощены, и город восстанавливался по старым планам, так что к XXI веку в целом сохранилась средневековая планировка.

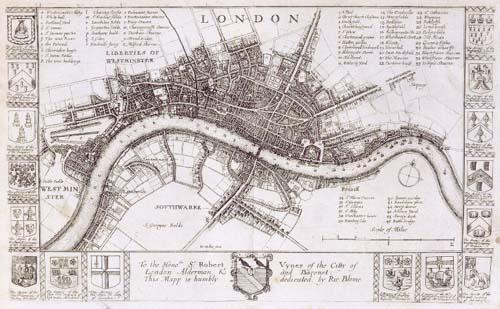
Карта Лондона авторства Ричарда Блума (1673). Недавно началось бурное развитие Вест-Энда

Тем не менее новый Сити отличался от старого. После перестройки не вернулись многие аристократические семьи, предпочитавшие построить новые дома в Вест-Энде, где создавались новые модные районы, такие как Сент-Джеймс. Они строились поближе к королевской резиденции, поначалу к дворцу Уайтхолл, пока тот не сгорел в 1690-х, а потом к Сент-Джеймсскому дворцу. Пикадилли, находящаяся в сельской местности, была застроена особняками, такими как Бурлингтон-Хаус. Таким образом, увеличился разрыв между средним классом торгового Сити и аристократическим миром Вестминстера. В Сити происходил переход от деревянных зданий к зданиям из камня и кирпича для уменьшения риска возникновения пожара. Акт парламента «для восстановления Сити Лондона» гласил: «кирпичные здания не только более красивые и прочные, но и более безопасные в отношении будущих пожаров». Из дерева было разрешено делать только двери и оконные рамы.
План Кристофера Рена не был принят, но он был назначен руководителем по восстановлению разрушенных приходских церквей и собора Святого Павла. Его собор в стиле барокко был главным символом Лондона по крайней мере полтора века. Роберт Гук руководил реконструкцией домов Сити. Ист-Энд, район к востоку от стены Сити, активно заселялся в десятилетия после Великого пожара. Лондонские доки начали перемещаться вниз по течению Темзы, привлекая многих рабочих. Эти люди жили, как правило, в условиях трущоб в Уайтчепеле, Вэппинге, и Лаймхаусе.

## Развитие, культура и торговля
К XVII веку Лондон значительно расширился за пределы Сити. В начале этого века жизнь в сельской местности, за исключением аристократических резиденций Вестминстера, по-прежнему считалась нездоровой. К северу от Лондона находился недавно осушенный Мурфилдс, где часто бывали нищие и путешественники, проходя в Лондон, однако они старались не задерживаться там. К Мурфилдсу прилегали Финсбурские поля, излюбленное место для лучников, желающих попрактиковаться в стрельбе.
Зимой 1683-4 года на Темзе прошла морозная ярмарка. Мороз, начавшийся около семи недель до рождества и продолжавшийся 6 недель после него, был самым длинным за всю историю города. Отмена Нантского эдикта в 1685 году привела к миграции в Лондон многих гугенотов. Они основали шёлковую промышленность в Спиталфилдсе.
Основным местом дневных встреч лондонцев был Старый собор Святого Павла. Там вели дела торговцы, встречались у конкретной колонны с клиентами адвокаты, безработные искали работу. Роль центра книжной торговли выполнял собор, а центром прессы была Флит-стрит. Театр, зарекомендовавший себя в последние годы правления Елизаветы, продолжал набирать популярность при Якове I. Постановки государственных театров сосуществовали с театром масок при королевском дворе.
В эту эпоху лондонский Сити начинает становиться ведущим финансовым центром мира, постепенно вытесняя с этой позиции Амстердам. В 1694 году был основан Банк Англии, расширяла своё влияние Британская Ост-Индская компания. Также в конце XVII века начал работать Lloyd's of London. В 1700 году через Лондон проходило 80 % английского импорта, 69 % экспорта и 86 % реэкспорта. Многие из товаров были роскошью, доставляемой из Америки и Азии, такой как шёлк, табак, чай и сахар. Последняя цифра подчёркивает роль Лондона как открытого порта. Хотя в XVII веке в Лондоне проживало достаточное количество ремесленников и рабочих, а также находилось несколько крупных заводов, его экономика не основывалась на промышленности, в её корне лежала торговля. Товары, доставляемые в порты, не только удовлетворяли внутренние потребности Англии, но и распространялись за её пределами по всей Европе, в которой Англия доминирует по характеристикам торгового флота.
Больной астмой Вильгельм III мало интересовался задымлённым Лондоном, и после пожара в Уайтхолле (1691) он купил дом герцога Ноттингемского и перестроил его в Кенсингтонский дворец. До того Кенсингтон был незначительной деревней, но после переезда туда двора приобрёл значение. Кенсингтонский дворец не пользовался особым благоволением у последующих монархов, но его строительство стало очередным важным шагом в расширении Лондона. В то же правление был заложен Гринвичский госпиталь; дополнение к открытому в 1681 году военному госпиталю в Челси, предназначенному для бывших солдат. В правление Анны был издан указ о строительстве 50 новых церквей, которые должны были обеспечить обслуживание выросшего населения Лондона.